# Агид IV
Агид IV (на старогръцки: Ἄγις) е спартански цар от 245 г. пр.н.е., реформатор. Той е по-възрастният син на Евдамид II и 24-ти цар от Еврипонтидската династия на Спарта.

## Управление

### Начало на управлението
Агид наследява баща си като цар през 245 г. пр.н.е., когато е на около 20-годишен и царува четири години.
През 243 пр.н.е., Арат, военачалник от Ахейската лига, освобождава град Коринт, което става повод Агид да поведе армия срещу него.
Времето, през което Агид IV поема властта, съвпада с голяма вътрешна криза в Спарта. С притока на чуждестранни луксозни стоки и богатства, същевременно и с техните пороци, започва да се наблюдава неравенство в обществения слой, където разпределението на богатството и собствеността се концентрира в определена група хора. Голяма част от семействата били принудени да продават своите земи, за да изхранват семействата си.

### Реформи
С оглед върлуващата криза Сенатът в Спарта не може да намери решение за справяне с нея. Лисандър свиква събрание, на което Агид IV предлага всеки да се откаже от своите земи и пари, като прави голяма саможертва – отказва се от собствените си земи и пари и съобщава на събранието пред всички, че неговата майка, баба и всичките му роднини ще последват неговия пример. Тази саможертва насочва аплодисментите на народа към него.
Предложението на Агид IV среща съпротива в сената, оглавявана от Леонид II – съвладетел, който имал големи богатства и земи. Леонид II съумява да провали предложението на Агид IV, макар и само с един глас. При така създалата се ситуация, Агид IV решава да се отърве от Леонид II. За това начинание помогнал Лисандър, който обвинява Леонид II, че нарушава законите на Спарта, тъй като е омъжен за чужденка и живее в чужда земя. На тези основани, Леонид II е свален и наследен от сина си Клеомброт, който си сътрудничи с Агид IV. Така Агид IV успява да прокара своята идея за равенство в подкрепа на Спарта.

### Загуба на подкрепа
След като мандатът на Лисандър изтича, той е освободен от поста си и членовете на Сената започват да се противопоставят на Агид IV, поглеждайки на възможността да възстановят Леонид II на власт. Те предявяват обвинение срещу Лисандър и Мандроклейд, при опит да се нарушават законите. Разтревожени от своя страна, те се опитват да подкупят Агид IV да премахне недволните членове, дори и със сила.
Леонид, който преждевременно се е върнал в Спарта, бяга отново в град Тегея под протекцията на Агесилий. Агесилий убеждава Агид IV и Лисандър, че най-ефективният начин за осигуряване на съгласието на богатите в преразпределение на земите им е чрез анулиране на дълговете им. Съответно дълговете на богатите биват анулирани, като също така всички облигации, регистри и ценни книжа са изгорени.
След като постига целта си (решение за преразпределението на земите на богаташите), Агесилий измисля различни претексти за отлагането на преразпределението на земите. В същото време ахейците предлагат на Спарта подкрепа срещу аетоляните. Срещу тях Агид IV повежда своята армия. Умелите военни действия на аетоляните не дават възможност на Агид IV да се отличи в битка, но той и армията му придобиват сериозен опит и дисциплина. В същото време, в отсъствието на Агид IV, Агесилий продължава да отлага преразпределенеито на земите на богатите, с което толкова много разгневява бедните класи в обществото на Спарта, че те застават на страната на противниците на Агид IV в Сената и връщат Леонид II на трона в Спарта. След тези събития Агид IV и Клеомброт бягат в светилищния храм на Атина (храма на Посейдон).

## Екзекуция и наследство
На Клеомброт е позволено да отиде в изгнание, като той избягва смъртта единствено и само благодарение на влиянието на своята съпруга Хилонида, която е дъщеря на Леонид II.
През 421 г. пр.н.е. Агид IV е предаден от свои приятели и е хвърлен в затвора. По време на процеса срещу Агид IV, Леонид II увеличава охраната, като по време на самия процес Агид IV среща множество подигравки от членовете на Сената. На въпроса дали няма да се покае, за това което се е опитал да направи, Агид IV отговаря, че никога не би се покаял за своето начинание, дори и пред лицето на смъртта. Агид IV е осъден на смърт чрез обесване по бързата процедура, тъй като част от членовете на Сената се опасявали, че има вариант Агид IV да избяга, тъй като пред портите на Сената имало голяма тъпла от хора.

По време на изпълнението на смъртната присъда единият от екзекуторите на Агид IV проплакал. Като видял това той му казал: 
| „ | „Недей да плачеш за мене. Страданието, което ти причинявам сега не е справедливо, в момента аз съм по-щастлив дори и от моите убийци“. | “ |

След като екзекуцията е изпълнена, над мъртвото тяло на Агид IV дълго време плачат майка му и баба му. Той е първият спартански цар, който бива екзекутиран. Останалата вдовица след смъртта му Агиатис бива принудена от Леонид да се ожени за сина му Клеомен III, като двамата въпреки този насилствен брак успяват да открият любовта.
Мнозина писатели считат Агид IV за твърде слаб и добродушен, за да се справя с проблемите, с които се е сблъскал. Агид IV се характеризира с искреност и комбинация от младост, смелост и царско достойнство, което го прави може би най-атрактивната фигура в спартанската история. Неговият живот и смърт е привлякъл вниманието на някои древни автори.